# Halász Júlia (újságíró)
Halász Júlia (Budapest, 1986. szeptember 16. –) magyar médiadizájner, újságíró, a 444.hu munkatársa, rendező, operatőr.

## Életrajz
A Moholy-Nagy Művészeti Egyetem médiadizájn szakán tanult. Több videóstúdióban dolgozott, kisfilmek és dokumentumfilmek készítésében vett részt többfajta munkakörben (rendező, operatőr, producer, vágó). Egy évig a berlini CultureDemocracy e.V. kreatív munkatársa volt.
2013-ban Kálmán Mátyással közösen létrehozták a BÚÉK-projektet, amelynek keretében közösségi dokumentumfilm keletkezett.

## Filmjei
- Villamos állat (2003) (5 perces rövidfilmként a 10. diákfilmszemle egyik versenyfilmje)
- 12 óra (2003) (5 perces rövidfilmként a 10. diákfilmszemle egyik versenyfilmje)[5]
- Mióta meghalt a ló (2004) (Zomborácz Virággal és Dohi Gabriellával közösen készített (a film a 11. Országos Diák és Ifjúsági Film és Videó Szemle további díjazottai között felsorolva))
- Az olcsó másolat (2008) (Zomborácz Virággal közösen készített (2009-ben, a 16. Országos Diákfilmszemlén a Best Hollywood egyik alkotói díját nyerte el))[6][7][8]
- Tekintet (2010) (magyar kisjátékfilm, melynek a vágója volt)[9]
- Süldők (2011) (rendezőként, 3 perces kisfilm): A film szerepelt a VIII. Fehérvászon Függetlenfilm Fesztiválon[10][11]
- Határ (2011) (operatőrként)
- MAG (2012) (producerként, operatőrként)
- BÚÉK (2014) (rendezőként, producerként)
- New Flower (2015) (társrendezőként)[12]
- A birodalom utolsó napja (2017) (Rubi Annával közösen írva és rendezve, mely elnyerte az 5. Friss Hús rövidfilmfesztiválon a Daazo portál fesztiválforgalmazói díját)[13] (a 19. Pozsonyi Nemzetközi Filmfesztiválon pedig a rövidfilmek közül ez volt a szemle egyetlen magyar alkotása)[14]